# 大庆水螅
大庆水螅（学名：Hydra daqingensis sp. nov.）一种发现于中华人民共和国黑龙江省西南部的淡水水螅。

## 形态特征
大庆水螅雌雄异体，体长8.8～10.0mm，触手6～8条，一般为6条。活体时身体呈浅褐色。

## 发现
大庆水螅是1998年由哈尔滨师范大学教授范学铭于黑龙江省大庆市、泰来县和哈尔滨市阿城区等地采集，模式标本保存于哈尔滨师范大学生物学系无脊椎动物教学研究室。